# Ауксилії

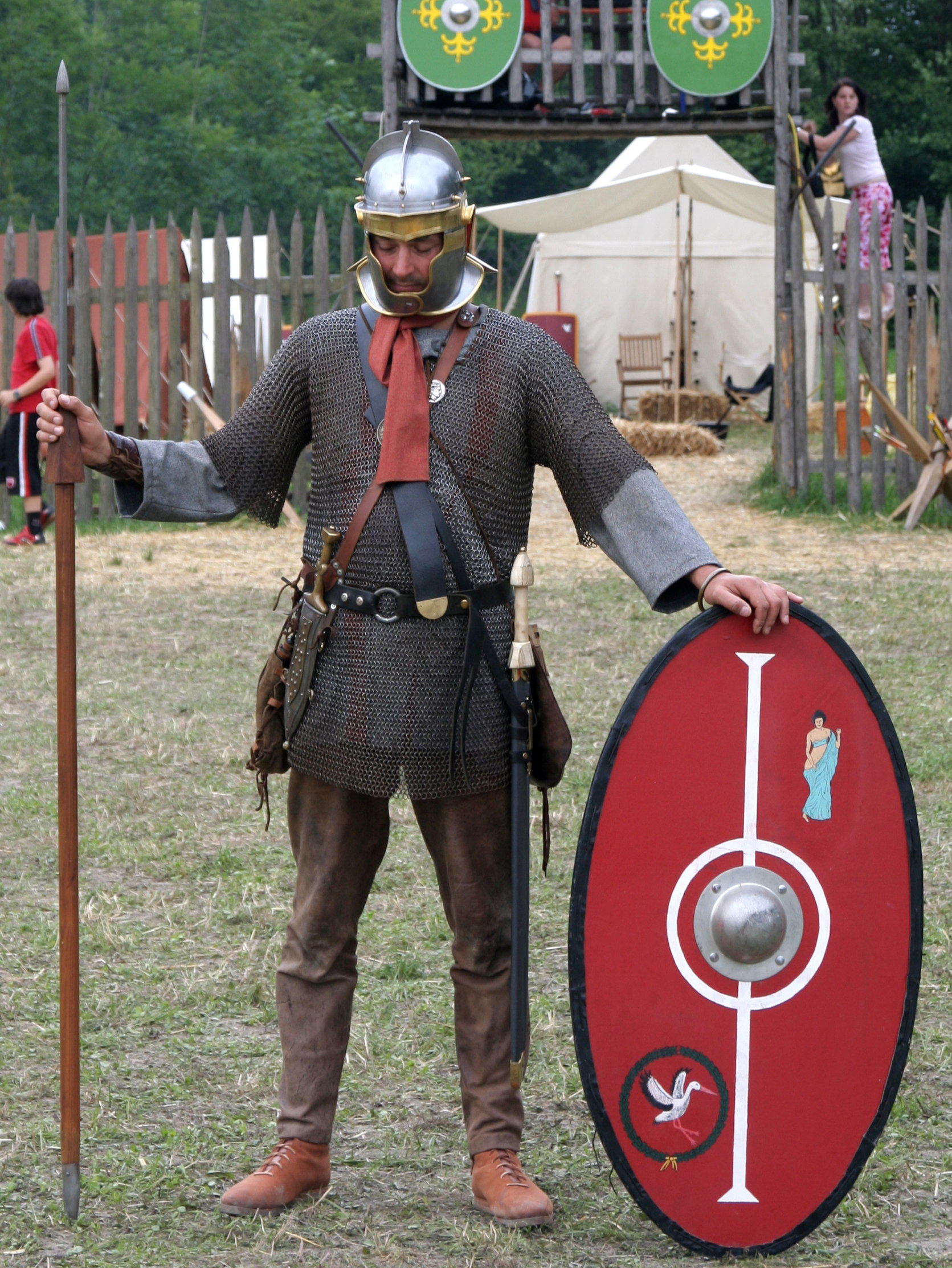
Римський ауксиліарій з північних провінцій. Сучасна реконструкція. Воїн вдягнений у кольчужний обладунок лорика гамата, у правій руці він держить спис-пілум, лівою підтримує овальний щит-кліпеус. На правому боці кинджал-пугіо, на лівому меч-спата. На голові різновид Імперського шолома, вживаний допоміжними військами

Аукси́лії або авкси́лії (лат. auxilia; від auxilium [au̯kˈsɪ.li.ũ], «поміч, підмога») — у давньоримській армії допоміжні війська, які складалися з переґрінів (мешканців імперії, які не були її громадянами). Солдати таких військ назвалися ауксиліа́рії/авксиліа́рії (лат. auxiliarii, «помічники»).
Під час Римської республіки ауксилії виставлялися підвладними римлянам народами, що не користувалися правами римських громадян і не належали до числа союзних народів. Комплектування їх відбувалося частково вербуванням, частково — наданням рекрутів підвладними народами. Ці війська не входили до складу легіонів, a складали особливі загони, причому чисельність їх та організація були різноманітні; вони ділилися на когорти. До 2-го століття ауксилія містила таку ж кількість піхоти, як і легіони, і, крім того, забезпечувала майже всю кавалерію римської армії (особливо легку кавалерію та лучників) і більш спеціалізовані війська. У цих військах були, наприклад: балеарські пращники, критські лучники. При імператорі Августі була проведена реформа ауксиліїв, вони отримали нове озброєння та екіпірування, а також стали утворювати когорти по 500 осіб та мілліарії. Після 25 років служби ауксиліарії нагороджувалися римським громадянством, яке поширювалося і на їх синів. Таким чином, ауксилія представляла три п'ятих регулярних сухопутних сил Риму на той час. Як і їхні легіонери, допоміжні рекрути були переважно добровольцями, а не призовниками. 
Ауксилія в основному набиралися з перегринів, вільних провінційних підданих, які не мали римського громадянства і становили переважну більшість населення в I і II століттях (близько 90% на початку I століття). На відміну від легіонів, до складу яких входили лише римські громадяни, члени ауксилії могли бути набрані з територій, які не контролювалися Римом. 

## Історія розвитку

### Доба республіки
Основою військової машини Римської республіки був маніпулятивний легіон, важкий піхотний підрозділ, придатний для ведення ближніх боїв будь-якій місцевості, який, ймовірно, був прийнятий деякий час під час  Самнітських воєн (343–290 рр. до н. е.). Незважаючи на величезну силу, легіон мав ряд недоліків, особливо брак кавалерії. Близько 200 року до нашої ери легіон із 4200 піхотинців мав кінноту лише з 300 коней (лише 7% від загальної сили). Це пояснювалося тим, що клас громадян, які могли дозволити собі оплачувати власного коня та спорядження,другий ранг у римському суспільстві після сенаторського – був відносно невеликим. Крім того, легіону бракувало таких типів військ, як пращники та лучники. До 200 року до нашої ери основна частина кавалерії римської армії була забезпечена регулярними італійськими союзниками Риму, широко відомими як «латинські» союзники, які складали Римську військову конфедерацію. Це була оборонна система Риму до  Союзницької війни 91–88 рр. до н. Італійські війська були організовані в «крила». Союзне крило, яким командували три римські префекти, було подібне або трохи більше за чисельністю піхоти (4000–5000 чоловік) до легіону, але містило більш значний контингент кінноти: 900 коней, що втричі перевищувало контингент легіону. Оскільки до Союзницької війни консульська армія завжди містила рівну кількість легіонів і «крил», 75% її кінноти було надано латинськими союзниками. Загальний кавалерійський елемент,  12% від загальної чисельності (2400 зі звичайної консульської армії, що складається приблизно з 20 000 ефективних осіб), було більше, ніж у більшості італійських військ на півострові, але значно нижче загального 21% кавалерійського компоненту, типового для армії Принципату (80 000 кінноти із 380 000 загальної ефективності на початку 2 століття).
Одним із пошхтовхів до розвитку ауксиліїв була Друга Пунічна війна. Великі тактичні здібності Ганнібала поставили римську армію в кризу. Його непередбачувані, раптові маневри, довірені насамперед карфагенським і нумідійським кавалерійським крилам, знищили численні наступаючі римські армії, навіть якщо вони переважали за кількістю своїх компонентів, як це сталося, перш за все, у битві при Каннах, де загинуло 50 000 римлян. Це призвело до переробки легіонної тактики, але перш за все до використання кавалерійських контингентів із союзних держав, як це сталося зі Сципіоном Африканським у битві при Замі в 202 р. до н.е., де римська армія (разом із 4000 союзних нумідійських лицарів під командуванням Масинісса) вдалося остаточно розбити карфагенські війська Ганнібала. Інші типи бійців із Середземномор’я також були додані до цих кавалерійських контингентів, які розробили особливі методи атаки, такі як східні чи критські лучники, пращники з Балеарських островів (як це також сталося під час завоювання Галлії. Крім того, проти спритних гірських племен і проти легкої піхоти легіонери були надто повільними й незграбними. Потреба римлян у оснащенні цими спеціалізованими органами та такими методами бою стала фундаментальною, особливо починаючи з Пунічних воєн. Відтоді римські війська завжди супроводжувала велика кількість неіталійської кінноти: нумідійська легка кіннота, а пізніше галльська важка кіннота. Наприклад, Цезар значною мірою покладався на галльську та німецьку кінноту під час завоювання Галлії (58–51 рр. до н. е.).

### Ауксилії за правління Октавіана Августа
Деякі з більш досвідчених підрозділів збереглися, щоб доповнити легіони, і стали ядром постійних допоміжних сил, які розвинулися в період Юліїв-Клавдіїв. На початку правління Августа (з 27 р. до н. е.) був створений корпус регулярних ауксилій. Він явно був натхненний латинськими силами республіки до Союзницької війни, як корпус негромадянських військ, паралельних легіонам. Але були принципові відмінності, такі ж, як між республіканським і августівським легіонами. Латинські війська Республіки складалися з військовозобов’язаних нерегулярних воїнів у підрозділах, які створювалися та розпускалися для та після певних кампаній. Допоміжні війська Августа були в основному професіоналами-добровольцями, які служили в постійних підрозділах.
Структура одиниць Ауксилійтакож відрізнялася від латинських "крил", які були схожі на легіони з більшою кавалерією. Однак Август організував Ауксилії в полки розміром з когорти (десята частина розміру легіонів) через набагато більшу гнучкість меншого розміру одиниць. Крім того, полки були трьох типів: ala (кіннота), cohors (peditata) (піхота) і cohors equitata (змішана кавалерія/піхота). Докази щодо чисельності нових загонів Августа не є однозначними, наші найточніші свідчення датуються ІІ століттям, до того часу чисельність підрозділів могла змінитися. Когорти, ймовірно, були змодельовані на основі легіонерських когорт, тобто шести центурій приблизно по 80 чоловік кожна (загалом близько 480 чоловік). Али були поділені на турми (ескадри) по 30 (або 32) чоловіки, кожна під керівництвом декуріо (буквально: «лідер десяти»). Цей титул походить від староримської кавалерії республіки до Союзницької війни, в якій кожна турма була під командуванням трьох декуріїв. Cohortes equitatae були піхотними когортами з кавалерійським контингентом із чотирьох турм. Допоміжні полки тепер очолювали префект, який міг бути або місцевим дворянином, якому, ймовірно, для цієї мети було надано римське громадянство (наприклад, відомий німецький воєначальник Арміній отримав римське громадянство, ймовірно, служачи допоміжним префектом до того, як обернувся проти Риму);  римлянин, або рангу верншника, або старший центуріон.

### Пізіній період Юліїв-Клавдіїв
Значний розвиток ауксилії, очевидно, відбувся під час правління імператора Клавдія (41–54 рр. н. е.). Був встановлений мінімальний термін служби в 25 років, після закінчення якого допоміжний воїн, що вийшов у відставку, і всі його діти отримували римське громадянство. Це зроблено з того факту, що перші відомі римські військові дипломи датуються часами Клавдія. Це була розкладна бронзова табличка з вигравіруваними даними військового послужного списку солдата, якою він міг підтвердити своє громадянство. Клавдій також постановив, що всі префекти допоміжних полків повинні мати ранг вершника, таким чином виключаючи центуріонів з таких команд. Той факт, що всі командири допоміжних підрозділів мали тепер той самий соціальний ранг, що й більшість tribuni militum (військові трибуни, старші штабні офіцери легіону, з яких лише один, tribunus laticlavius, мав вищий сенатський ранг), ймовірно, вказує на те, що ауксилії тепер користувався більшим престижем. Тубільні вожді продовжували командувати деякими допоміжними полками, і, ймовірно, для цієї мети їм було надано звання вершника. Також ймовірно, що допоміжна оплата була стандартизована в цей час, але ми маємо лише оцінки для періоду Юліїв-Клавдіїв.
Допоміжна уніформа, обладунки, зброя та спорядження, ймовірно, були стандартизовані до кінця періоду Юліїв-Клавдіїв. Допоміжне спорядження було загалом подібним до легіонів. До 68 року нашої ери між більшістю допоміжної піхоти та її легіонерами була невелика різниця в спорядженні, навчанні та бойових можливостях. Основна відмінність полягала в тому, що допоміжні підрозділи містили бойову кінноту,як важку,так і легку,та інші спеціалізовані підрозділи, яких бракувало легіонам. Клавдій приєднав до імперії три регіони, які стали важливими джерелами допоміжних рекрутів: Британію (43 р. н. е.) і колишні клієнтські королівства Мавретанію (44р.) і Фракію (46р.). Останній став таким же важливим, як і Іллірія, як джерело допоміжних рекрутів, особливо кавалерії та лучників. Британія в середині 2-го століття містила найбільшу кількість допоміжних полків в будь-якій окремій провінції: близько 60 з приблизно 400 (15%). Згідно з правлінням Нерона (54–68рр.), чисельність допоміжних сил могла досягати, за однією оцінкою, близько 200 000 чоловік, тобто приблизно 400 полків.

### Правління дистастії Флавіїв
Повстання Батавів, очевидно, призвело до суттєвих змін у політиці римського уряду щодо розміщення Ауксилії. Повстання довело, що в часи громадянського протистояння, коли легіони були далеко від своїх баз і боролися за конкурентів, які претендували на імператорський престол, було небезпечно залишати провінції виключно в руках допоміжних полків, набраних з корінних народів. Протягом періоду Юліїв-Клавдіїв допоміжні полки часто розгорталися далеко від рідної провінції. Але в період Флавіїв (69–96рр) це, здається, стало стандартною політикою.Таким чином, у 70 році нашої ери п'ять відновлених полків Батав були переведені до Британії під проводом Петілія Церіаліса, який придушив повстання Цивіліса, а потім став губернатором острова. Переважна більшість полків, імовірно заснованих у 1-му столітті, були розміщені далеко від своєї провінції походження у другому, напр. з 13 британських полків, зареєстрованих у середині 2 століття, жоден не дислокувався в Британії. Крім того, здається, що в епоху Флавіїв місцевим дворянам більше не дозволялося командувати допоміжними загонами свого власного племені.
Після тривалого періоду перебування в чужій провінції полк асимілювався, оскільки більшість його новобранців набиралися з провінції, в якій він дислокувався, або з сусідніх провінцій. Ті самі «британські» підрозділи, які переважно базувалися на дунайському кордоні, до 150р, після майже століття далекого перебування від рідного острова, в основному складалися з іллірійських, фракійських і дакійських новобранців. Однак є докази того, що принаймні кілька полків продовжували набирати рекрутів зі своїх початкових провінцій у ІІ столітті, напр. Підрозділи Batavi, дислоковані в Британії.

### Пізній принципат
У II столітті деякі одиниці з новими назвами numerus («група») і vexillatio («загін») з’являються в записі диплома. Їхній розмір невідомий, але, ймовірно, він був меншим, ніж звичайні крила, когорти, оскільки спочатку вони, ймовірно, були загонами останніх, набувши незалежного статусу після тривалого розділення. Оскільки ці підрозділи згадуються в дипломах, вони, імовірно, були частиною регулярної допоміжної організації. Але номери також були загальним терміном, який використовувався для варварських загонів поза межами регулярних ауксилій. Дефіцит вербування, викликаний кризою, здається, призвів до вербування варварів до ауксілій у набагато більших масштабах, ніж раніше. До IV століття було підраховано, що близько 25% новобранців регулярної армії були варварами. В елітних полках палатінів десь від третини до половини новобранців могли бути варварами.[96] Ймовірно, це набагато більша частка іноземців, ніж приєдналася до auxilia у 1-му та 2-му століттях. У III столітті в записах з’являється невелика кількість регулярних допоміжних підрозділів, які вперше носять назви варварських племен з-за меж імперії.

### Четверте століття
```
При 
Траяні
 старі загони ауксиліїв були замінені новими підрозділами. У часи правління 
Діоклетіана
 та 
Костянтина Великого
 ауксиліями іменувалася легка піхота. Загальне число цих загонів (стрільців та пращників) у 
Східній імперії
 доходило до 41,а  в 
Західній
 
— 65, причому вони були 
міліцією
, яка надавалася прикордонними народами.
```

## Назви підрозділів
Номенклатура переважної більшості полків дотримувалася стандартної конфігурації: тип підрозділу, за яким іде порядковий номер, за яким іде назва племені (або нації) peregrini, з якого спочатку було сформовано полк, у родовому відмінку множини, напр. cohors III Batavorum («3-тя когорта Батаві»); cohors I Brittonum («1-ша когорта бриттів»). Деякі полки поєднують назви двох племен перегрінів, швидше за все, після злиття двох раніше окремих полків, напр. ala I Pannoniorum et Gallorum («Перше крило Паннонії та Галлів»). Меншість полків названо на честь особи, переважно на честь першого префекта полку, напр. ala Sulpicia (імовірно, названий на честь префекта, чиє друге (родове) ім'я було Сульпіцій). Останній також є прикладом полку, який не мав порядкового номера.
Титули
Полки часто нагороджувалися за відмінну службу наданням почесного звання. Найбільш затребуваним був престижний c.R. (civium Romanorum 'римських громадян') титул. В останньому випадку всі члени полку на той час, але не їхні наступники, отримають римське громадянство. Але полк збереже титул на вічність. Іншим поширеним титулом було родове ім'я імператора, який нагороджував (або засновував полк), напр. Ульпія: родове ім'я Траяна (Marcus Ulpius Traianus r.98–117). Інші титули були подібні до тих, що надавалися легіонам, напр. pia fidelis (p.f. «слухняний і вірний»).